# Setnica (gmina Medvode)
Setnica – wieś w Słowenii, w gminie Medvode. W 2018 roku liczyła 15 mieszkańców.